# World Series of Poker 1980
Le World Series of Poker 1980 furono l'undicesima edizione della manifestazione. Si tennero dal 6 al 22 maggio presso il casinò Binion's Horseshoe di Las Vegas.
Il vincitore del Main Event fu Stu Ungar: per il più forte giocatore di poker di sempre  si trattò del primo di tre successi al Main Event delle WSOP.

## Eventi preliminari
| Evento                       | Vincitore                 | Premio   | Ultimo giocatore eliminato |
| ---------------------------- | ------------------------- | -------- | -------------------------- |
| $1.000 Seven card stud Split | Mickey Appleman           | $30.800  | Bob Buckler                |
| $1.000 No Limit Hold'em      | Robert Bone               | $69.000  | David Baxter               |
| $2.000 Draw High             | Pat Callihan              | $15.600  | Irv Warsaw                 |
| $400 Ladies' Seven Card Stud | Deby Callihan             | $14.880  | Linda Davis                |
| $5.000 Seven Card Stud       | Pete Christ               | $90.000  | Stu Ungar                  |
| $10.000 Deuce to Seven Draw  | Sarge Ferris              | $150.000 | Doyle Brunson              |
| $1.500 No Limit Hold'em      | Gene Fisher               | $113.400 | Louis Hunsucker            |
| $1.000 Ace to Five Draw      | Jim Fugatti               | $35.600  | Johnny Hale                |
| $600 Mixed Doubles           | A. J. Myers & Lynn Harvey | $7.380   | Sconosciuto                |
| $500 Seven Card Stud         | Bobby Schwing             | $52.800  | Don Holt                   |
| $1.000 Seven Card Razz       | Lakewood Louie            | $33.600  | Joe Macchiaverna           |

## Main Event
I partecipanti al Main Event furono 73. Ciascuno di essi pagò un buy-in di 10.000 dollari.

### Tavolo finale
| Piazzamento | Nome             | Premio   |
| ----------- | ---------------- | -------- |
| 1°          | Stu Ungar        | $365.000 |
| 2°          | Doyle Brunson    | $146.000 |
| 3°          | Jay Heimowitz    | $109.500 |
| 4°          | Johnny Moss      | $73.000  |
| 5°          | Charles Dunwoody | $36.500  |
| 6°          | Gabe Kaplan      | $0       |